# Liste des chapitres de Nura : Le Seigneur des Yokaï
Cet article est un complément de l’article sur le manga Nura : Le Seigneur des Yokaï. Il contient la liste des volumes du manga parus en presse du tome 1 au tome 25, avec les chapitres qu’ils contiennent.

## Volumes reliés

### Tomes 1 à 10
| no | Japonais        | Japonais          | Français          | Français          |
| no | Date de sortie  | ISBN              | Date de sortie    | ISBN              |
| --- | --------------- | ----------------- | ----------------- | ----------------- |
| 1 | 4 août 2008     | 978-4-08-874557-2 | 25 février 2011   | 978-2-5050-1133-0 |
| Titre du volume : Le prochain seigneur des yokaïListe des chapitres : - Ch. 1 : Le prochain seigneur des yôkaï (魑魅魍魎の主となる, Chimimōryō no Nushi to Naru) - Ch. 2 : Rikuo à l'école de la nuit (リクオ、夜の学校をねり歩く, Rikuo, Yoru no Gakkō o Neriaruku) - Ch. 3 : La fureur de Zen (リクオ、義兄弟に怒られる, Rikuo, Gikyōdai ni Okorareru) - Ch. 4 : Rikuo fait un rêve (リクオ、夢を見る, Rikuo, Yume o Miru) - Ch. 5 : Rikuo assiste à la formation du groupe Kiyo-Sainte-Croix ((リクオ、清十字団結成に立ち会う, Rikuo, Kiyojūjidan Kessei ni Tachiau) - Ch. 6 : La maison de Rikuo explorée (リクオ、実家を探検される, Rikuo, Jikka o Tankensareru) - Ch. 7 : Rikuo se rend dans la première rue (リクオ、一番街へ行く, Rikuo, Ichibangai e Iku) - Bonus : Chronique du clan Nura: Rivalité en la demeure (実録奴良組史 本家抗争編, Jitsuroku Nura-gumi Shi: Honke Kōsō-hen) |                 |                   |                   |                   |
| 2 | 3 octobre 2008  | 978-4-08-874581-7 | 25 février 2011   | 978-2-5050-1134-7 |
| Titre du volume : Rikuo affronte GyukiListe des chapitres : - Ch. 8 : Rikuo affronte les griffes de Kyuso (リクオ、窮鼠の牙と対峙する, JRikuo, Kyūso no Kiba to Taijisuru) - Ch. 9 : Jour de fièvre (リクオ、熱を出す, Rikuo, Netsu o Dasu) - Ch. 10 : Rikuo en route pour l'excursion yokaï (リクオ、妖怪ミステリーツアーに行く, Rikuo, Yōkai Misuterī Tsuā ni Iku) - Ch. 11 : Rikuo séjourne au mont Nejireme (リクオ、捩眼山に留まる, Rikuo, Nejireme-yama ni Todomaru) - Ch. 12 : Exploration nocturne (リクオ、夜の探索に出る, Rikuo, Yoru no Tansaku ni Deru) - Ch. 13 : La nuit de la nouvelle lune (リクオ、新月の夜に, Rikuo, Shingetsu no Yoru ni) - Ch. 14 : Rikuo au sommet du mont Nejireme (リクオ、捩眼山の頂上に立つ, Rikuo, Nejireme-yama no Chōjō ni Tatsu) - Ch. 15 : Rikuo affronte Gyuki (リクオ、牛鬼と対峙する, Rikuo, Gyūki to Taijisuru) |                 |                   |                   |                   |
| 3 | 5 janvier 2009  | 978-4-08-874621-0 | 1er avril 2011    | 978-2-5050-1160-6 |
| Titre du volume : L'assemblée générale du clan NuraListe des chapitres : - Ch. 16 : Umewakamaru et Gyuki (梅若丸と牛鬼, Umewakamaru to Gyūki) - Ch. 17 : Quand Gyuki aimait le clan Nura (牛鬼の愛した奴良組, Gyūki no Aishita Nura-gumi) - Ch. 18 : Kana, 13 ans (「カナ、13歳」, Kana, Jūsan-sai) - Ch. 19 : Le petit pleurnichard, la fille-courrier (泣き虫少年、テガミ少女, Nakimushi shōnen, tegami shōjo) - Ch. 20 : L'anniversaire de Kana (カナと妖怪・雲外鏡, Kana to Yōkai Ungaikyō) - Ch. 21 : L'assemblée générale du clan Nura (泣き虫少年、テガミ少女, Nakimushi shōnen, tegami shōjo) - Ch. 22 : Le yokaï du vent (風の妖怪, Kaze no Yōkai) - Ch. 23 : Keikain sort le grand jeu (花開院流陰陽術, Keikain-ryū Onmyōjutsu) - Ch. 24 : La puissance de Nurarihyon (ぬらりひょんの力, Nurarihyon no Chikara) - Épisode bonus : Rivalité au sein du groupe Kiyo-Sainte-Croix (清十字怪奇探偵団抗争編, Kiyojūji Kaiki Tantei-dan Kōsō-hen) |                 |                   |                   |                   |
| 4 | 3 avril 2009    | 978-4-08-874655-5 | 1er juillet 2011  | 978-2-5050-1177-4 |
| Titre du volume : Les 88 démons de ShikokuListe des chapitres : - Ch. 25 : Les 7 pèlerins (七人同行, Shichinin Dōgyō) - Ch. 26 : Les 88 démons de Shikoku (四国八十八鬼夜行, Shikoku Hachijūhakki Yakō) - Ch. 27 : Sodemogi (袖モギ様, Sodemogi-sama) - Ch. 28 : Hibari et Senba (ひばりと千羽様, Hibari to Senba-sama) - Ch. 29 : Le yokaï Inugami (1re partie) (妖怪・犬神 その1, Yōkai Inugami Sono Ichi) - Ch. 30 : Le yokaï Inugami (2e partie) (妖怪・犬神 その2, Yōkai Inugami Sono Ni) - Ch. 31 : Le yokaï Inugami (3e partie) (妖怪・犬神 その3, Yōkai Inugami Sono San) - Ch. 32 : Le yokaï Inugami (4e partie) (妖怪・犬神 その4, Yōkai Inugami Sono Yon) - Ch. 33 : Le yokaï Inugami (5e partie) (妖怪・犬神 その5, Yōkai Inugami Sono Go) |                 |                   |                   |                   |
| 5 | 4 juin 2009     | 978-4-08-874667-8 | 23 septembre 2011 | 978-2-5050-1234-4 |
| Titre du volume : Le yokaï aux ailes plus noires que les ténèbresListe des chapitres : - Ch. 34 : Le yokaï Inugami (6e partie) ((妖怪・犬神 その6, Yōkai Inugami Sono Roku) - Ch. 35 : Nurarihyon se rend en Shikoku (総大将四国への旅, Nurarihyon Shikoku e no Tabi) - Ch. 36 : Contre-attaque (反撃, Hangeki) - Ch. 37 : Gozu et Mezu espions (1re partie) (牛頭馬頭密偵隊 その1, Gozu Mezu Mittei-tai Sono Ichi) - Ch. 38 : Gozu et Mezu espions (2e partie) (牛頭馬頭密偵隊 その2, Gozu Mezu Mittei-tai Sono Ni) - Ch. 39 : Gozu et Mezu au rapport (牛頭馬頭の帰還, Gozu Mezu no Kikan) - Ch. 40 : Cortège de yokaï et coupe de saké (百鬼夜行の盃, Hyakki Yakō no Sakazuki) - Ch. 41 : Le cortège de yokaï de Nura contre les 88 démons de Shikoku (百鬼夜行対八十八鬼夜行, Hyakki Yakō tai Hachijūhakki Yakō) - Ch. 42 : Le yokaï aux ailes plus noires que les ténèbres (闇より暗い翼を持つ妖怪, Yami Yori Kurai Tsubasa o Motsu Yōkai) - Hors-série : Yura dans la maison de Kana (ゆら at the HOUSE OF KANA, Yura atto za Hausu Obu Kana)                                                                                   |                 |                   |                   |                   |
| 6 | 4 août 2009     | 978-4-08-874717-0 | 4 novembre 2011   | 978-2-5050-1265-8 |
| Titre du volume : Jami et la maison hantéeListe des chapitres : - Ch. 43 : Neige blanche dans les ténèbres (闇に際立つ白い雪, Yami ni Kiwadatsu Shiroi Yuki) - Ch. 44 : Le combat des chefs (幹部戦, Kanbusen) - Ch. 45 : Le sabre du roi-démon (魔王の小槌, Maō no Kozuchi) - Ch. 46 : Inugami-gyobu-danuki Tamazuki (隠神刑部狸・玉章, 'nugami Gyōbu-Danuki Tamazuki) - Ch. 47 : La fin d'une ambition (野望の終幕, Yabō no Shūmaku) - Ch. 48 : Jami et la maison hantée (1re partie) (邪魅の漂う家 その1, Jami no Tadayou Ie Sono Ichi) - Ch. 49 : Jami et la maison hantée (2e partie) (邪魅の漂う家 その2, Jami no Tadayou Ie Sono Ni) - Ch. 50 : Jami et la maison hantée (3e partie) (邪魅の漂う家 その3, Jami no Tadayou Ie Sono San) - Ch. 51 : Deux justiciers (二人の正義, Futari no Seigi) - Hors-série : Conte étrange d'Ukiyoe (浮世絵町奇譚, Ukiyoe-chō Kitan) |                 |                   |                   |                   |
| 7 | 2 octobre 2009  | 978-4-08-874738-5 | 3 février 2012    | 978-2-5050-1412-6 |
| Titre du volume : Les trois frères et sœurs KeikainListe des chapitres : - Ch. 52 : Ao et Kuro, deux grands guerriers (青と黒の戦士, Ao to Kuro no Senshi) - Ch. 53 : Angoisse (懊悩, Ōnō) - Ch. 54 : Mensonges (偽りの言葉, Itsuwari no Kotoba) - Ch. 55 : Tel est pris (だまし合い, Damashiai) - Ch. 56 : Révélation (正体, Shōtai) - Ch. 57 : La compréhension de Yura Keikain (花開院ゆらの納得, Keikain Yura no Nattoku) - Ch. 58 : Nene Kirimaru (1re partie) - Le yôkai Oitekebori (妖刀・祢々切丸その1 浮世絵町奇譚 置行堀, Yōtō Nenekirimaru Sono Ichi: Ukiyoe-chō Kitan Oitekebori) - Ch. 59 : Nene Kirimaru (2e partie) - Le taimatô et la pipe (退魔刀とキセル 妖刀・祢々切丸その2, Taimatō to Kiseru: Yōtō Nenekirimaru Sono Ni) - Ch. 60 : Nene Kirimaru (3e partie) - Nurarihyon et Yôhime (ぬらりひょんと珱姫 妖刀・祢々切丸その3, Nurarihyon to Yōhime: Yōtō Nenekirimaru Sono San) |                 |                   |                   |                   |
| 8 | 4 décembre 2009 | 978-4-08-874767-5 | 6 avril 2012      | 978-2-5050-1443-0 |
| Titre du volume : Les liens du passéListe des chapitres : - Ch. 61 : Nene Kirimaru (4e partie) - Une demande en mariage (ある妖の求婚 妖刀・祢々切丸その4, Aru Ayakashi no Kyūkon: Yōtō Nenekirimaru Sono Yon) - Ch. 62 : Nene Kirimaru (5e partie) - La capture de la belle (囚われの姫様 妖刀・祢々切丸その5, Toraware no Hime-sama: Yōtō Nenekirimaru Sono Go) - Ch. 63 : Nene Kirimaru (6e partie) - La tanière de la bête (獣道 妖刀・祢々切丸その6, Kemono Michi: Yōtō Nenekirimaru Sono Roku) - Ch. 64 : Nene Kirimaru (7e partie) - Comme la fleur de cerisier (例えるなら桜 妖刀・祢々切丸その7, Tatoeru Nara Sakura: Yōtō Nenekirimaru Sono Shichi) - Ch. 65 : Nene Kirimaru (8e partie) - Combat au sommet (天守閣 妖刀・祢々切丸その8, Tenshukaku: Yōtō Nenekirimaru Sono Hachi) - Ch. 66 : Les liens du passé (今へと繋ぐ, Ima e to Tsunagu) - Ch. 67 : Les huit barrières (八つの結界, Yattsu no Kekkai) - Ch. 68 : Nurarihyon contre Nurarihyon (総大将対若頭, Nurarihyon tai Nurarihyon) - Ch. 69 : Le récit de Toono (1re partie) - Le village caché (遠野・物語 その1/隠れ里, Tōno Monogatari Sono Ichi/Kakurezato) |                 |                   |                   |                   |
| 9 | 4 février 2010  | 978-4-08-874796-5 | 8 juin 2012       | 978-2-5050-1465-2 |
| Titre du volume : Le récit de ToonoListe des chapitres : - Ch. 70 : Le récit de Toono (2e partie) - Itaku, le kamaitachi (遠野・物語 その2/鎌鼬, Tōno Monogatari Sono Ni/Kamaitachi) - Ch. 71 : Le récit de Toono (3e partie) - Kidômaru, le yôkai de Tokyo (遠野・物語 その3/京妖怪・鬼童丸, Tōno Monogatari Sono San/Kyō-Yōkai Kidōmaru) - Ch. 72 : Le récit de Toono (4e partie) - Le kyôkasuigetsu (遠野・物語 その4/鏡花水月, Tōno Monogatari Sono Yon/Kyōka Suigetsu) - Ch. 73 : Hagoromo-gitsune et l'anéantissement de Kyoto (羽衣狐京都全滅侵攻, Hagoromo Gitsune Kyōto Zenmetsu Shinkō) - Ch. 74 : La maison mère Keikain (花開院本家, Keikain Honke) - Ch. 75 : Combat décisif au Rokukinji (鹿金寺の決戦!!, Rokukin-ji no Kessen!!) - Ch. 76 : Départ de Toono !! (遠野をたつ!!, Tōno o Tatsu!!) - Ch. 77 : Retour (帰還, Kikan) |                 |                   |                   |                   |
| 10 | 2 avril 2010    | 978-4-08-870023-6 | 24 août 2012      | 978-2-5050-1527-7 |
| Titre du volume : Les ténèbres envahissent KyotoListe des chapitres : - Ch. 78 : Les ténèbres envahissent Kyoto (闇にのまれる都, Yami ni Nomareru Miyako) - Ch. 79 : L'onmyoji gris (灰色の陰陽師, Haiiro no Onmyōji) - Ch. 80 : Technique onmyoji de la branche des Yaso (八十流陰陽術, Yaso-ryū Onmyōjutsu) - Ch. 81 : Hagun (破軍, Hagun) - Ch. 82 : Rencontre (邂逅, Kaikō) - Ch. 83 : Takarabune (宝船, Takarabune) - Ch. 84 : Faucilles et ficelles (鎌とあやとり, Kama to Ayatori) - Ch. 85 : Premier défi (緒戦, Shosen) - Ch. 86 : Bataille dans le ciel de Kyoto (京上空の戦い, Kyō Jōkū no Tatakai) |                 |                   |                   |                   |

### Tomes 11 à 20
| no | Japonais         | Japonais          | Français         | Français          |
| no | Date de sortie   | ISBN              | Date de sortie   | ISBN              |
| --- | ---------------- | ----------------- | ---------------- | ----------------- |
| 11 | 2 juillet 2010   | 978-4-08-870049-6 | 19 octobre 2012  | 978-2-5050-1553-6 |
| Couverture : Kidômaru, Kyôkotsu, Tsuchigumo Titre du volume : Le temple labyrinthique et la forêt de ToriiListe des chapitres : - Ch. 87 : Humain et yôkai (人と妖, Hito to Ayakashi) - Ch. 88 : L'attaque du Takarabune (撃墜, Gekitsui) - Ch. 89 : Le rêve des yôkai de Kyoto (宿願, Shukugan) - Ch. 90 : Le temple labyrinthique et la forêt de Torii (迷宮・鳥居の森, Meikyū: Torii no Mori) - Ch. 91 : Awashima, l'amanojaku (天邪鬼・淡島, Amanojaku Awashima) - Ch. 92 : Awashima, les origines (淡島の名, Awashima no Na) - Ch. 93 : Convergence (合流, Gōryū) - Ch. 94 : Le yôkai qu'il ne faut jamais rencontrer (絶対に遭遇してはならない妖, Zettai ni Sōgū shite wa Naranai Ayakashi) - Ch. 95 : Tsuchigumo (土蜘蛛, Tsuchigumo) |                  |                   |                  |                   |
| 12 | 3 septembre 2010 | 978-4-08-870105-9 | 7 décembre 2012  | 978-2-5050-1586-4 |
| Couverture : Shôkera, Tsuchigumo, Ibaraki Dôji Titre du volume : OndekoListe des chapitres : - Ch. 96 : Rugissement (咆哮, Hōkō) - Ch. 97 : Cauchemar (悪夢, Akumu) - Ch. 98 : Le jour et la nuit (昼と夜, Hiru to Yoru) - Ch. 99 : Dans les ténèbres (闇に沈む, Yami ni Shizumu) - Ch. 100 : L'odeur du sang (血の匂い, Chi no Nioi) - Ch. 101 : Ondeko (鬼太鼓, Ondeko) - Ch. 102 : Le passé de Kubinashi et Kejoro (二人の過去, Futari no Kako) - Ch. 103 : Force contre force (力と力, Chikara to Chikara) - Hors-série : Edo, l'aube d'une nouvelle ère pour le clan Nura (奴良組三代記～江戸黎明期編～, Nura-gumi Sandaiki ~Edo Reimeiki-hen~) - Hors-série : Yura, de retour à Kyoto (et petits conflits familiaux) (ゆら、京都に帰る～新しき兄たちの洗礼～, Yura, Kyōto ni Kaeru ~Atarashiki Ani-tachi no Senrei~) |                  |                   |                  |                   |
| 13 | 4 novembre 2010  | 978-4-08-870127-1 | 15 février 2013  | 978-2-5050-1694-6 |
| Couverture : Akifusa Keikain, Hidemoto Keikain Titre du volume : DuelListe des chapitres : - Ch. 104 : Les envahisseurs déchirent le ciel (空を裂く侵入者, Sora o Saku Shin'nyūsha) - Ch. 105 : Shôkera (しょうけら, Shōkera) - Ch. 106 : Le jeune démon qui pleurait (泣いた青鬼, Naita Ao-oni) - Ch. 107 : L'éveil du Seigneur (否慥の主へ, Hizō no Nushi e) - Ch. 108 : La technique secrète (百鬼纏う御業, Hyakki Matou Miwaza) - Ch. 109 : Duel (相剋, Sōkoku) - Ch. 110 : Confie-moi tout ce que tu as ! (全部あずけろ, Zenbu Azukero) - Ch. 111 : Le prunier pourpre sous la neige (雪の下紅梅, Yuki-no-shita Beniume) - Ch. 112 : Pleine puissance (全開, Zenkai) |                  |                   |                  |                   |
| 14 | 29 décembre 2010 | 978-4-08-870163-9 | 24 mai 2013      | 978-2-5050-1844-5 |
| Couverture : Nurarihyon, Hitotsume Nyûdô, Mokugyo Daruma, Hihi Titre du volume : Tous au Nijôjô !!Liste des chapitres : - Ch. 113 : Les yôkai de Toono à la rescousse (遠野とリクオ, Tōno to Rikuo) - Ch. 114 : L'alliance tranchante (背中越しの絆, Senaka-goshi no Kizuna) - Ch. 115 : Ennemis jurés (宿敵, Shukuteki) - Ch. 116 : Mouvement fœtal (胎動, Taidō) - Ch. 117 : Tous au Nijôjô !! (弐條城へ...!!, Nijō-jō e...!!) - Ch. 118 : Satori et Onihitokuchi (サトリと鬼一口, Satori to Oni-Hitokuchi) - Ch. 119 : Dans les couloirs de Nijôjô (弐條城回廊, Nijō-jō Kairō) - Ch. 120 : Le cycle de la réincarnation (輪廻の環, Rinne no Wa) - Ch. 121 : Rajômon (羅城門, Rajōmon) |                  |                   |                  |                   |
| 15 | 4 mars 2011      | 978-4-08-870189-9 | 30 août 2013     | 978-2-5050-1845-2 |
| Couverture : Seimei, Hagoromo Gitsune Titre du volume : Fragments de mémoireListe des chapitres : - Ch. 122 : Le vide (虚空, Kokū) - Ch. 123 : Croiser le fer (刀閃, Tōsen) - Ch. 124 : Nissance (誕生, Tanjō) - Ch. 125 : Le piège (罠, Wana) - Ch. 126 : Fissure (亀裂, Kiretsu) - Ch. 127 : Secrets (秘められたもの, Himerareta Mono) - Ch. 128 : Souvenirs (藪の中, Yabu no Naka) - Ch. 129 : Fragments de mémoire (追憶の欠片, Tsuioku no Kakera) - Hors-série : Histoires mystérieuses au collège d'Ukiyoe (浮世絵中奇譚, Ukiyoe-chū Kitan) - Hors-série : Le cauchemar récurrent de Rikuo (リクオ また例の夢を見る, Rikuo Mata Rei no Yume o Miru) |                  |                   |                  |                   |
| 16 | 2 mai 2011       | 978-4-08-870221-6 | 22 novembre 2013 | 978-2-5050-1846-9 |
| Couverture : Rihan Nura, Yamabuki Otome Titre du volume : L'avènement de RikuoListe des chapitres : - Ch. 130 : Celui qui murmure dans les ténèbres (闇に囁く者, Yami ni Sasayaku Mono) - Ch. 131 : Le banquet noir (暗黒の宴, Ankoku no Utage) - Ch. 132 : Kyoto en flamme (京都炎上, Kyōto Enjō) - Ch. 133 : Portrait craché (うり二つ, Urifutatsu) - Ch. 134 : L'avènement de Rikuo (リクオ、宣言す, Rikuo, Sengensu) - Ch. 135 : Tsurara et les Kôribachi (氷麗と氷鉢, Tsurara to Kōribachi) - Ch. 136 : Tsurara et la famille Arawashi (氷麗と荒鷲組, Tsurara to Arawashi-gumi) - Ch. 137 : Le yôkai des toilettes (便所の妖怪, Benjo no Yōkai) - Ch. 138 : L'air du faucheur de tête (切裂とおりゃんせ, Kirisaki Tōryanse) |                  |                   |                  |                   |
| 17 | 4 juillet 2011   | 978-4-08-870266-7 | 21 février 2014  | 978-2-5050-1847-6 |
| Couverture : Rikuo Nura, Shôei, Tôryanse, Subway Girl Titre du volume : L'air du faucheur de têteListe des chapitres : - Ch. 139 : L'air du faucheur de tête (2e partie) (続・切裂とおりゃんせ, Zoku: Kirisaki Tōryanse) - Ch. 140 : L'air du faucheur de tête (3e partie) (続々・切裂とおりゃんせ, Zokuzoku: Kirisaki Tōryanse) - Ch. 141 : Le village qui mangeait les hommes (人を喰らう村, Hito o Kurau Mura) - Ch. 142 : Le village qui mangeait les hommes (2e partie) (続・人を喰らう村, Zoku: Hito o Kurau Murao) - Ch. 143 : Le village qui mangeait les hommes (3e partie) (続々・人を喰らう村, Zokuzoku: Hito o Kurau Mura) - Ch. 144 : La jeune fille du métro (地下鉄の少女, Chikatetsu no Shōjo) - Ch. 145 : La jeune fille du métro (2e partie) (続・地下鉄の少女, Zoku: Chikatetsu no Shōjo) - Ch. 146 : La jeune fille du métro (3e partie) (続々・地下鉄の少女, Zokuzoku: Chikatetsu no Shōjo) - Ch. 147 : Les 100 contes d'Edo (百物語, Hyaku Monogatari) |                  |                   |                  |                   |
| 18 | 2 septembre 2011 | 978-4-08-870293-3 | 2 mai 2014       | 978-2-5050-1848-3 |
| Couverture : Setsura, Kejôrô Titre du volume : La fine fleur d'EdoListe des chapitres : - Ch. 148 : La fine fleur d'Edo (江戸の華, Edo no Hana) - Ch. 149 : Le chagama des 100 démons (百鬼の茶釜, Hyakki no Chagama) - Ch. 150 : Le yôkai Kurotabo (黒田坊の怪, Kurotabō no Kai) - Ch. 151 : Deux êtres qui se croisent (交差する二人, Kōsasuru Futari) - Ch. 152 : Agitation (波紋, Hamon) - Ch. 153 : Un million de contes d'Edo (怪談百万遍, Kaidan Hyakumanpen) - Ch. 154 : Infiltration (出入り, Deiri) - Ch. 155 : Le 100e conte (百物語・その百, Hyaku Monogatari: Sono Hyaku) - Ch. 156 : Incontrôlable (暴走, Bōsō) - Hors-série : L'épouse de Rihan () |                  |                   |                  |                   |
| 19 | 2 décembre 2011  | 978-4-08-870315-2 | 22 août 2014     | 978-2-5050-1849-0 |
| Couverture : Yanagida, Kurotabô Titre du volume :Liste des chapitres : - Ch. 157 : Naissances (生まれ出でし者共, Umareideshi Monodomo) - Ch. 158 : Partager la coupe de saké dans les profondeurs d'une terre inconnue (異境の淵で交わす盃, Ikyō no Fuchi de Kawasu Sakazuki) - Ch. 159 : Cri de guerre (鬨の声, Toki no Koe) - Ch. 160 : Prophétie (予言, Yogen) - Ch. 161 : Akujiki (悪食, Akujiki) - Ch. 162 : Transformation forcée (罠, Wana) - Ch. 163 : Partie de chasse à Tokyo (東京鬼ごっこ, Tōkyō Onigokko) - Ch. 164 : Poursuivre et être poursuivi (追う者追われる者, Ou Mono Owareru Mono) - Ch. 165 : Raiden (雷電, Raiden) |                  |                   |                  |                   |
| 20 | 3 mars 2012      | 978-4-08-870370-1 | 7 novembre 2014  | 978-2-5050-1850-6 |
| Couverture : Kyôsai, Natsumi Torii, Saori Maki Titre du volume :Liste des chapitres : - Ch. 166 : Tamasuburô (珠三郎, Tamasaburō) - Ch. 167 : La décision de Kiyotsugu (清継の決意, Kiyotsugu no Ketsui) - Ch. 168 : La métamorphose de Rikuo (リクオ変貌, Rikuo Henbō) - Ch. 169 : Peinture de l'enfer (地獄絵図, Jigoku Ezu) - Ch. 170 : Panique (パニック, Panikku) - Ch. 171 : La grande évasion (大脱出, Dai-dasshutsu) - Ch. 172 : Sauvetage (救出, Kyūshutsu) - Ch. 173 : Les deux lames (二枚の刃, Ni-mai no Yaiba) - Ch. 174 : L'osore de la résignation (覚悟の畏, Kakugo no Osore) |                  |                   |                  |                   |

### Tomes 21 à 25
| no | Japonais        | Japonais          | Français         | Français          |
| no | Date de sortie  | ISBN              | Date de sortie   | ISBN              |
| --- | --------------- | ----------------- | ---------------- | ----------------- |
| 21 | 4 avril 2012    | 978-4-08-870402-9 | 27 février 2015  | 978-2-5050-1851-3 |
| Couverture : Enchô, Sanmoto Gorôzaemon, la douleur de Sanmoto, Aoandon, Wakana Nura, Tamasaburô Titre du volume : AoandonListe des chapitres : - Ch. 175 : L'ombre (影, Kage) - Ch. 176 : Chacun sa morale (夫々の仁義, Sorezore no Jingi) - Ch. 177 : Ajara enbu (戯演舞, Ajara Enbu) - Ch. 178 : À l'assaut de Fukagawa (深川突入, Fukagawa Totsunyū) - Ch. 179 : Enchô (圓潮, Enchō) - Ch. 180 : Aoandon (青行燈, Ao-Andon) - Ch. 181 : Le chemin (活路, Katsuro) - Ch. 182 : L'étoile à sept branches (七芒星, Shichibōsei) - Ch. 183 : Un corps seulement fait de haine (怨恨のみの存在, Urami nomi no Sonzai) - Ch. 184 : Règlement du conflit, et... (決着、そして…, Ketchaku, Soshite...) - Hors-série : Kana Ienaga vs Gman le chapardeur                    |                 |                   |                  |                   |
| 22 | 4 juillet 2012  | 978-4-08-870464-7 | 22 mai 2015      | 978-2-5050-6329-2 |
| Couverture : Titre du volume : La purificationListe des chapitres : - Ch. 185 : En route pour le mont Osore (恐山へ…, Osore-zan e...) - Ch. 186 : La famille Gokadoin (恐山へ…その2/御門院家, Osore-zan e... Sono Ni/Gokadoin-ke) - Ch. 187 : La barrière du maître des invocations (口寄せの結界師, Kuchiyose no Kekkaishi) - Ch. 188 : 1000 ans de sentiments (千年の想い, Sen-nen no Omoi) - Ch. 189 : La voix de l'épée (刀の声, Katana no Koe) - Ch. 190 : La purification (清浄の時, Shōjō no Toki) - Ch. 191 : Rikuo invite ses amis chez lui (リクオ、実家に友人を招く, Rikuo, jikka ni yūjin wo maneku) - Ch. 192 : La grande réunion (大会議, Daikaigi) - Ch. 193 : Tsuchigumo retourne sur sa terre natale (土蜘蛛、故郷へ帰る, Tsuchigumo, kokyō e kaeru) |                 |                   |                  |                   |
| 23 | 4 octobre 2012  | 978-4-08-870498-2 | 21 août 2015     | 978-2-5050-6337-7 |
| Couverture : Titre du volume :Liste des chapitres : - Ch. 194 : 列島震撼 (Rettō shinkan) - Ch. 195 : もう1度、あの話を (Mou ichido, ano hanashi wo) - Ch. 196 : 土蜘蛛の過去 (Tsuchigumo no Kako) - Ch. 197 : 局地戦 (Kyokuchi-sen) - Ch. 198 : ゆらとリクオ (Yura to Rikuo) - Ch. 199 : 強さの証明 (Tsuyosa no Shōmei) - Ch. 200 : 新たな闇を担う者 (Aratana Yami o Ninau Mono) - Ch. 201 : 螺旋結界 (Rasen Kekkai) - Ch. 202 : 京の主 (Kyō no Nushi) |                 |                   |                  |                   |
| 24 | 4 décembre 2012 | 978-4-08-870534-7 | 20 novembre 2015 | 978-2-5050-6358-2 |
| Liste des chapitres : - Ch. 203 : La veille de l'assaut (突入前夜, Totsunyū Zen'ya) - Ch. 204 : Renaissance (再誕, Saitan) - Ch. 205 : Le devoir d'un yôkai (妖の本分, Ayakashi no Honbun) - Ch. 206 : Le talent (才能, Sainō) - Ch. 207 : Celui qui mène le cortège des 100 démons (百鬼を背負いし者, Hyakki o Seoishi Mono) - Ch. 208 : Yôkai pour un quart : l'affrontement ! (交差する四分の血, Kōsasuru Shibu no Chi) - Hors-série : L'ombre de l'osore plane sur Kyoto |                 |                   |                  |                   |
| 25 | 4 mars 2013     | 978-4-08-870616-0 | 22 janvier 2016  | 978-2-5050-6476-3 |
| Liste des chapitres : - Ch. 209 : Les négociations (決着の地, Ketchaku no Chi) - Ch. 210 : Celui qui portait la terreur en lui (真の畏を鬼纏う者, Shin no Osore o Matou Mono) - Hors-série n°1 : La transmission du lien (受け継がれる絆, Uketsugareru Kizuna) - Hors-série n°2 : Le commandant est déchaîné ! (三代目、御乱心!?, Sandaime, Go Ranshin!?) - Hors-série n°3 : Le prêteur sur gages des ténèbres (闇の質屋, Yami no Shichiya) - Hors-série n°4 : Le village des demi-yôkai (半妖の里にて, Han'yō no Sato nite) |                 |                   |                  |                   |

### Shueisha BOOKS
1. 1 2  Tome 1
2. 1 2  Tome 2
3. 1 2  Tome 3
4. 1 2  Tome 4
5. 1 2  Tome 5
6. 1 2  Tome 6
7. 1 2  Tome 7
8. 1 2  Tome 8
9. 1 2  Tome 9
10. 1 2  Tome 10
11. 1 2  Tome 11
12. 1 2  Tome 12
13. 1 2  Tome 13
14. 1 2  Tome 14
15. 1 2  Tome 15
16. 1 2  Tome 16
17. 1 2  Tome 17
18. 1 2  Tome 18
19. 1 2  Tome 19
20. 1 2  Tome 20
21. 1 2  Tome 21
22. 1 2  Tome 22
23. 1 2  Tome 23
24. 1 2  Tome 24
25. 1 2  Tome 25

### Manga Kana
1. 1 2  Tome 1
2. 1 2  Tome 2
3. 1 2  Tome 3
4. 1 2  Tome 4
5. 1 2  Tome 5
6. 1 2  Tome 6
7. 1 2  Tome 7
8. 1 2  Tome 8
9. 1 2  Tome 9
10. 1 2  Tome 10
11. 1 2  Tome 11
12. 1 2  Tome 12
13. 1 2  Tome 13
14. 1 2  Tome 14
15. 1 2  Tome 15
16. 1 2  Tome 16
17. 1 2  Tome 17
18. 1 2  Tome 18
19. 1 2  Tome 19
20. 1 2  Tome 20
21. 1 2  Tome 21
22. 1 2  Tome 22
23. 1 2  Tome 23
24. 1 2  Tome 24
25. 1 2  Tome 25